# Дем'янюк Віктор Володимирович
Віктор Володимирович Дем'янюк (20 жовтня 1957, Рівне) — український вчений-практик, продовжувач і розробник напряму педагогічної науки – аксіопедагогіка, кандидат педагогічних наук, академік Інженерної академії наук України, директор ВСП "Рівненський економіко-технологічний фаховий коледж НУВГП".

## Біографія
Народився 20 жовтня 1957 року в  м.Рівне. У 1974 р. закінчив Рівненську загальноосвітню школу №1 ім. В.Г. Короленка. Служба в армії. У 1987 р. закінчив Рівненський державний педагогічний інститут за спеціальністю «Загальнотехнічні дисципліни і фізика», магістр педагогіки.
За період трудової діяльность В.В. Дем'янюк  працював на різних педагогічних та керівних посадах, зокрема: майстра виробничого навчання, завідувача технічного відділу Палацу дітей та молоді, начальника відділу у справах сім`ї та молоді та начальника відділу професійно-технічної освіти Рівненської ОДА, заступника директора з виховної роботи Технікуму технологій та дизайну НУВГП. У липні 2014 року В.В. Дем'янюка  призначено на посаду директора (на конкурсній основі) Рівненського економіко-технологічного коледжу НУВГП, в червні 2019 року після перемоги на виборах в односторонньому порядку (зі 100-відсотковою підтримкою педагогічного колективу) вдруге поспіль призначений на посаду директора.
Під час роботи у Рівненському місквиконкомі Віктор Володимирович створив у місті соціальну службу для молоді. Працюючи у міському Палаці дітей та молоді, розробив програму для початкового моделювання, що ввійшла до збірника програм МОН України для впровадження у закладах позашкільної освіти України. Під час роботи у відділі профорієнтації, проходження практики та працевлаштування студентів розробив програму проходження практики студентів університетів у Словаччині, Польщі, Угорщині та Білорусі. Працюючи заступником директора з виховної роботи Рівненського економіко-технологічного коледжу НУВГП, започаткував участь студентів коледжів у системі Малої академії наук України. Як директор Рівненського економіко-технологічного коледжу (з 2014 р.) В.В. Дем'янюк особливу увагу приділяє забезпеченню основних засад державної політики в галузі освіти через демократизацію, гуманізацію освітнього процесу, забезпечення тісної співпраці педагогів, активу студентського самоврядування коледжу та науковців відповідних кафедр НУВГП.

## Наукова діяльність
В.В. Дем'янюк – спеціаліст вищої кваліфікаційної категорії, викладач-методист, ерудований педагог, основною діяльністю якого є компетентісний підхід до підготовки сучасного фахівця. Свої знання вміло передає студентам, активно використовує та поширює у професійному середовищі інноваційні освітні методи і технології, впроваджує такі форми та методи організації освітнього процесу, що забезпечують максимальну самостійність навчання студентів, у тому числі дистанційні технології навчання. Питання апробації та поширення педагогічного досвіду викладача  В.В. Дем'янюка розглядалось на засіданнях науково-методичної ради Рівненського державного гуманітарного університету (2019 рік). У 2019 р. Віктор Володимирович Дем'янюк захистив дисертаційне дослідження на тему: «Формування у майбутніх спеціалістів з бухгалтерського обліку ціннісних професійних орієнтацій у фаховій підготовці» за спеціальністю 13.00.04 «Теорія і методика професійної освіти».
	Віктор Володимирович є головою педагогічної ради коледжу, розробником багатьох Положень з освітньої діяльності, автором навчально-методичних розробок, рецензентом навчально-методичних матеріалів викладачів, автором багатьох інноваційних педагогічних проєктів, автором 18 наукових статей, учасником чисельних Всеукраїнських та Міжнародних науково-практичних та науково-методичних конференцій. Із 2020 року – доцент кафедри теорії та методики професійної освіти Рівненського державного гуманітарного університету; рецензент та офіційний опонент дисертаційних досліджень молодих науковців; стейкхолдер освітньо-професійної програми «Професійна освіта (Дизайн)» першого (бакалаврського) рівня вищої освіти Рівненського державного гуманітарного університету. У 2021 році пройшов міжнародне науково-дидактичне стажування в університеті «Уні-Терра» у м.Познань (Польща).
	В.В. Дем'янюк - член Вченої ради Національного університету водного господарства та природокористування. Із 2019 року – член Всеукраїнської громадської організації «Спілка дизайнерів України», член-кореспондент Інженерної академії України. З червня 2020 – член науково-методичної комісії із загальної, професійної освіти та спорту (професійна освіта) сектору фахової передвищої освіти Науково-методичної ради Міністерства освіти і науки України. У листопаді 2020 року обраний дійсним членом (академіком) Інженерної академії України.

## Особистий внесок у розвиток коледжу
У період перебування на посаді директора Віктором Володимировичем Дем'янюком налагоджена міжнародна співпраця із ЗВО іноземних держав. У 2016 р. укладено угоду про співпрацю з Дангаринським державним університетом (Таджикистан) та Вищою лінгвістичною школою у Ченстохові (Польща). Студентські наукові роботи, виконані під керівництвом Віктора Володимировича, неодноразово ставали лауреатами всеукраїнських і міжнародних конкурсів «Молодь опановує маркетинг» (КНЕУ, 2012 р.) та «Шлях розвитку України очима молоді» (ХНУ, 2012 р.). 
У 2018 р. В.В. Дем'янюком було забезпечено успішне проходження первинної акредитації спеціальності 5.14010301 «Туристичне обслуговування» (грудень 2018 р.), продовжено налагодження міжнародної співпраці коледжу з провідними підприємствами та закладами освіти іноземних держав. У 2018 році укладена угода про співробітництво з туристичною компанією «STAFFOREN LTD» (Болгарія), у 2021 році з Вищою школою «Уні-Терра» (Польща).
Як керівник закладу освіти Віктор Володимирович активно спрямовує колектив педагогів коледжу на реалізацію систем сучасних технологій навчальної і науково-методичної діяльності, підготовку здобувачів освіти до наукової діяльності через залучення їх до участі у студентських фахових конференціях, олімпіадах, Всеукраїнському конкурсі-захисті науково-дослідницьких робіт Малої академії наук України. З 2018 року по теперішній час 35 членів Студентського наукового товариства коледжу, створеного за ініціативи В.В. Дем'янюка, стали учасниками II етапу Всеукраїнського конкурсу-захисту науково-дослідницьких робіт Рівненської Малої академії наук учнівської молоді, з них 6 студентів стали переможцями (2018 рік – II та III місце, 2019 рік – I та II місце, 2020 рік – II та III місце). У 2019 та 2021 роках роботи 13 студентів спеціальності 022 «Дизайн» (спеціалізація «Графічний дизайн» успішно були представлені на Міжнародному дизайнерському фестивалі з графічного дизайну (COW 2019 ILLUSTRATION BIENNALE, COW 2021 DESIGN BIENNALE), з них 3 студентів брали участь у 2019 році, 9 студентів – 2021 році. 
За підтримки В.В. Дем'янюка  збірні команди студентів коледжу беруть активну участь і є лідерами у спортивних заходах міста, області та України. За результатами участі у змаганнях у 2018 році коледж посів I загальне місце у Спартакіаді м. Рівне та II загальне місце в обласній Спартакіаді серед ЗВО I-II р.а.; у 2019 році – I загальне місце у Спартакіаді м.Рівне та I загальне місце в обласній Спартакіаді серед ЗВО I-II р.а. Упродовж 2018-2020 рр. студенти коледжу брали участь у змаганнях на першість України у складі обласних команд із баскетболу (жінки) -  III місце; (чоловіки) – II місце; міні-футболу – III місце; настільного тенісу – II місце.
За останні роки здійснено модернізацію системи освітнього процесу шляхом упровадження низки інноваційних педагогічних проєктів, автором яких є В.В. Дем'янюк, а саме: «Вітчизняні та світові науковці – учасники школи педагогічної майстерності РЕТФК», «Модернізація освітнього процесу на основі використання єдиного інформаційного освітнього середовища в коледжі», «Інноваційні інформаційно-комунікаційні педагогічні технології у ступеневій підготовці майбутніх фахівців економіко-технологічного профілю»  в рамках укладених угод про співпрацю між РЕТФК та ЗВО III-IV рівнів акредитації.

## Відзнаки
У червні 2018 Указом Президента отримав звання «Заслужений працівник освіти України».
Нагороджений нагрудним знаком «Відмінник освіти України» МОН України (1998 р.). Нагороджений медаллю «За жертовність і любов до України» УПЦ КП (2016 р.), почесними грамотами Рівненської обласної ради (2007 р.), Рівненської Малої академії наук (2015 р.), Національної служби посередництва і примирення (2016 р.), Федерації роботодавців України (2017 р.).
У період із 2018 по 2021 р. нагороджений Почесною грамотою Міністерства молоді та спорту України (2018 р.), Почесною грамотою Національної академії наук України (2019 р.), Почесною грамотою Рівненської обласної державної адміністрації (2020 р.), нагрудним знаком Національної академії педагогічних наук України «Ушинський К.Д.» (2021 р.).